# Victor Nováček
Victor Nováček, també escrit Viktor (Timișoara (Romania), vers el 1875 - Hèlsinki (Finlàndia), 3 de març, 1914) va ser un violinista i professor de música txec.

## Biografia
Victor Nováček era el fill petit de la família musical Nováček. El seu pare, Martin Nováček, era de Horažďovice. Victor es va graduar al Conservatori de Praga i a l'Escola d'Orgue de la mateixa ciutat, i a la Universitat de Música i Teatre de Leipzig. Aquí va guanyar el premi Robert Schumann pel seu domini del violí. També va estudiar breument a Berlín amb Joseph Joachim, però es va establir a Timișoara, on va ser mestre de cor de l'església ortodoxa, director de la Societat Filharmònica i director de l'escola de música local. Els seus germans, Rudolf, Otakar i Karel, també es van convertir en músics. Va rebre així la seva educació musical en la família. Es va convertir en membre del quartet familiar. Als 13 anys, el 9 de desembre de 1888, va tocar el Quartet Op. 2, núm. 5, trio op. 15 per a violí, violoncel i piano de Bedřich Smetana i Quintet de corda op. 87 de Felix Mendelssohn-Bartholdy. Un any més tard, ja va tocar amb l'orquestra el 1r concert per a violí de Niccolò Paganini.
Tenia la intenció d'obrir cursos d'interpretació de violí a la seva Timișoara natal, però va rebre una oferta per convertir-se en el mestre de concerts de la Filharmònica de Hèlsinki, així que la realització d'aquest projecte no es va produir. A Hèlsinki, també va treballar com a professor de violí a l'Acadèmia d'allà. El 8 de febrer de 1904 va tenir l'honor d'estrenar el Concert per a violí en re menor, op. 47 de Jean Sibelius sota la batuta de l'autor.